# William Remington (Leichtathlet)
William Procter Remington (* 13. März 1879 in Philadelphia; † 19. Dezember 1963 in La Jolla) war ein US-amerikanischer Leichtathlet und Bischof.
Bei den Olympischen Spielen 1900 verpasste er im 110-Meter-Hürdenlauf als Zweiter des Hoffnungslaufs den Einzug ins Finale. Im Hürdenlauf über 200 m schied er schon im Vorlauf aus. Mehr Erfolg hatte er im Weitsprung, bei dem er mit 6,825 m den vierten Platz belegte.
William Remington war während seiner sportlichen Karriere Student der University of Pennsylvania. Später studierte er am Virginia Theological Seminary und wurde Bischof der Episkopalkirche der Vereinigten Staaten von Amerika. 1918 wurde er durch Daniel Sylvester Tuttle sowie Charles David Williams und Theodore Payne Thurston zum Bischof geweiht. Er wirkte als Suffragan von South Dakota von 1918 bis 1922 und in Pennsylvania von 1945 bis 1961. Außerdem war er zwischen 1923 und 1945 zweiter Diözesanbischof von Eastern Oregon.